# Projeção de Mercator

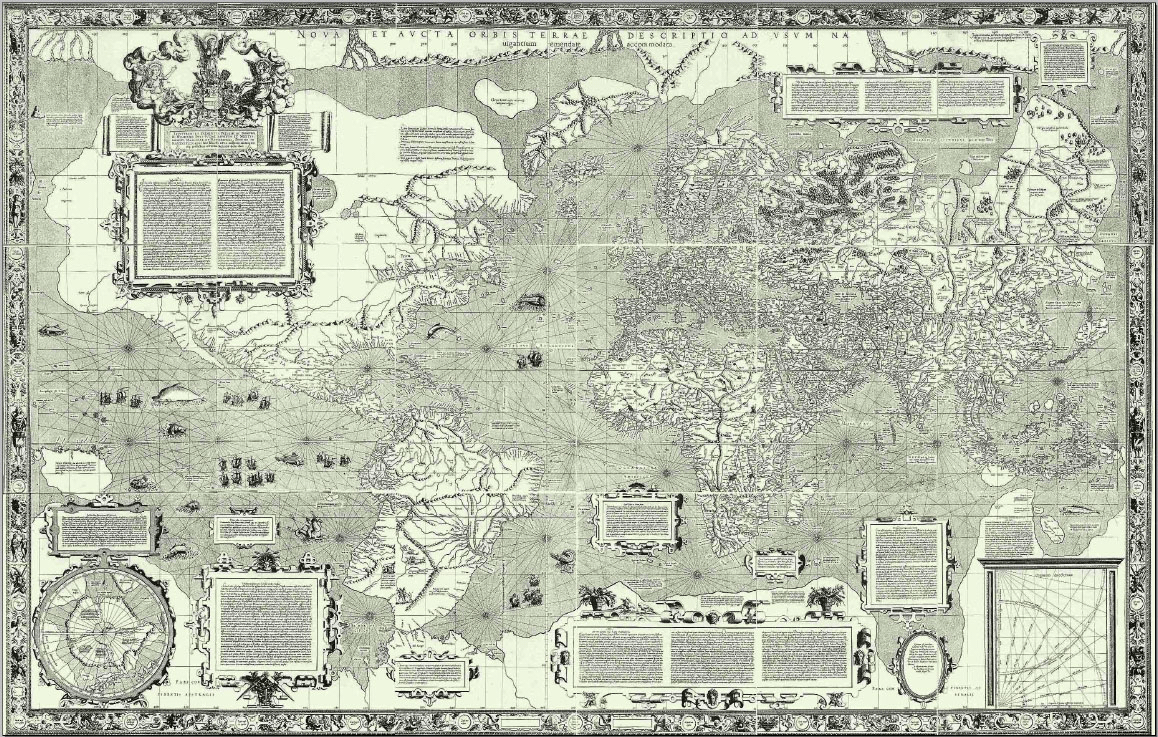
Projeção de Mercator: Nova et Aucta Orbis Terrae Descriptio ad Usum Navigatium Emendate (1569)

A projeção de Mercator é um tipo de projeção cilíndrica do globo terrestre. Nessa projeção, os meridianos são planificados na forma de linhas retas paralelas verticais que são horizontalmente equidistantes, ao passo que os paralelos são planificados na forma de linhas retas paralelas horizontais, de modo que a distância vertical entre dois paralelos sucessivos é tanto menor quanto mais próximos esses paralelos estiverem da linha do equador.
Essa projeção foi pela primeira vez apresentada em 1569, pelo cosmógrafo e cartógrafo flamengo Gerhard Kramer (em latim: Gerardus Mercator) através de um grande planisfério que media 250 cm x 128 cm e era constituído por dezoito folhas xilografadas separadamente.

## Características
Tal como ocorre em toda projeção cilíndrica, na projeção de Mercator os meridianos são representados por segmentos de reta paralelos entre si e que são perpendiculares aos paralelos terrestres. Essa geometria faz com que a superfície da Terra seja deformada na direção norte-sul, tanto mais quanto maior for a latitude.
Na projeção de Mercator, a distância entre os meridianos adjacentes é a mesma ao longo da longitude, porém a distância entre os paralelos aumenta com a latitude e se torna infinitamente grande nos polos, o que impede a representação deles nos pólos e nas suas proximidades. Por se tratar de uma projeção conforme, a escala não varia com a direção e os ângulos são conservados em todos os pontos. Contudo, e tal como em qualquer outra projeção cartográfica, a escala varia de lugar para lugar, distorcendo a forma dos objetos geográficos representados. Em particular, as áreas são fortemente afetadas, transmitindo uma imagem irreal da geometria do planeta. Por exemplo: nessa projeção, a Groenlândia parece ter quase o mesmo tamanho que a América do Sul, embora na realidade a Groenlândia seja oito vezes menor.
Outra característica desse tipo de projeção é que as curvas loxodrômicas são planificadas na forma de linhas retas (linhas de rumo constante) e os ângulos que elas formam com os meridianos são preservados. Essas propriedades – a conformidade e a representação das linhas de rumo em segmentos de linhas – fazem com que essa projeção seja particularmente adequada para apoiar a navegação marítima, pois permite que rumos e azimutes sejam medidos diretamente na carta náutica, com o auxílio de transferidor e da rosa dos ventos nela impressa. Outros instrumentos úteis em uma carta que utilize esse tipo de projeção consistem em compasso (muito útil para transferir distâncias), régua graduada (útil para medir distâncias) e um par de esquadros (útil para transferir direções).

## Histórico

A projeção de Mercator é uma projeção cilíndrica do globo.

### Desenvolvimentos posteriores
O nome e as explicações fornecidas por Mercator em seu planisfério Nova et Aucta Orbis Terrae Descriptio ad Usum Navigatium Emendate mostram que esse foi expressamente concebido para uso em navegação marítima. Embora o método de construção não seja conhecido, é provável que Mercator tenha utilizado um processo gráfico que consistiu em transferir para um círculo geográfico alguns segmentos de loxodromia previamente marcados num globo e então ajustar o espaçamento entre paralelos de modo que aqueles segmentos fossem representados por segmentos de reta.
Embora represente um notável progresso na cartografia náutica do século XVI, é possível que o método projetivo utilizado por Mercator tenha surgido antes mas não tenha sido posto em uso devido às limitações dos métodos de navegação de outrora. Há dois problemas que provavelmente concorreram para isso: a impossibilidade de determinar a longitude no mar e o fato de se continuar a utilizar as direções magnéticas indicadas pela bússola, em vez de se usar as direções geográficas. Somente em meados do século XVIII, após a invenção do cronógrafo marítimo (que possibilitou a determinação da longitude no mar) e o conhecimento da distribuição espacial da declinação magnética à superfície da Terra, a projeção de Mercator foi definitivamente adotada pelos navegadores.
Vários autores contribuíram para o aprimoramento da projeção de Mercator:
- Erhard Etzlaub (c. 1460-1532), geógrafo alemão, produziu pequenos mapas da Europa e África (1511), utilizando uma projeção idêntica à de Mercator, muito antes de este ter apresentado a sua carta do Mundo. Nada se sabe sobre o método utilizado pelo autor.
- Pedro Nunes (1502-1578), matemático e cosmógrafo português, que primeiro descreveu a loxodromia e o seu uso em navegação, sugerindo que o Mundo fosse representado através de numerosas cartas náuticas de grande escala, na projeção cilíndrica equidistante, de modo a minimizar as deformações angulares em cada uma delas.
- Edward Wright (c. 1558-1615), matemático inglês, foi o primeiro a formalizar matematicamente a projeção de Mercator (1599). Publicou tabelas destinadas à sua construção (1599, 1610).
- Thomas Harriot (1560-1621) e Henry Bond (c.1600-1678), matemáticos ingleses que, independentemente, associaram a projeção de Mercator à sua fórmula logarítmica moderna, mais tarde formalmente deduzida através do Cálculo.